# باشگاه فوتبال هولمسدال
باشگاه فوتبال هولمسدال (به انگلیسی: Holmesdale Football Club) یک باشگاه فوتبال در شهر بروملی، کشور انگلستان است که در سال ۱۹۵۶ میلادی تأسیس شده‌است.